# Julio Sánchez
Julio César Sánchez Ratti es un político argentino ocupó por 16 días el cargo interino de 25° gobernador del antiguo Territorio Nacional de Misiones del 6 al 22 de noviembre de 1941.
Ya que los gobernadores eran designados por decreto presidencial, en muchos casos las designaciones se hacían fuera de término, por lo que la fecha de fin de mandato de un gobernador no combinaba con la del comienzo del sucesor. Para cubrir este intervalo se designaba interinamente a algún funcionario de la Casa de Gobierno.